# 7-Zip
7-Zip是一個开放源码的数据压缩程式，主要在Microsoft Windows作業系統，Unix-like的作業系統（如Linux與FreeBSD）可以使用7-zip的移植版本p7zip。它提供命令行接口的程序与图形用户界面的程序，而且可以與檔案總管結合。7-Zip是自由軟體，由伊戈爾·帕夫洛夫於1999年開始开发，並把主体在GNU LGPL下發佈；加密部份，使用高级加密标准（AES）的程式碼，使用BSD许可证發佈；解压RAR部分，使用RAR特定的许可协议。在2007年獲得SourceForge.net的社区票选为“最佳技术设计”及“最佳项目”两个奖项。

## 7z压缩格式
7-Zip预设的格式是其自行开发的7z格式，副檔名為.7z。7z格式包含多種演算法，最常使用的就是Bzip2以及作者伊戈尔·帕夫洛夫開發的LZMA。LZMA演算法比起其他常見的傳統壓縮演算法，如Zip、RAR來說相對較新，壓縮率也比較高。7z格式支持Unicode，且将其默认用于儲存檔案名稱，可以避免不同系统、语言环境间压缩解压乱码的问题。除7-Zip外，目前流行的壓縮程式也大多支持此格式，如WinRAR、Peazip等。

## 其他支持的格式及運算方式
7-Zip支援眾多的壓縮/未壓縮的檔案格式，包含ZIP、CAB、RAR、ARJ、Z、gzip、bzip2、LLHA、tar、cpio、RPM。從4.42版開始支援CD/DVD映像檔格式ISO，另外因為版權問題不再支援ACE。從7-Zip 9.14測試版開始，7-Zip可以開啟和解壓縮VHD。

## 特性
- 7-zip文件本身功能众多：
  - 256位AES加密
  - 多线程壓縮與解壓縮
  - LZMA（2）压缩强度远高于ZIP DEFLATE，速度和压缩强度稍高于RARv3。
  - 支持動態檔案大小壓縮（分卷压缩），應對備份至移動媒體如CD與DVD十分有效
- 支持FAR Manager插件
- 支持79種語言（含英文、中文（簡體、繁体）、日文、韓文）
- 相對於需付費的WinRAR、WinZip，提供更多文件类型解压支持，如exe段读取。
- 7-Zip有能力建立自解壓縮檔（SFX）
  - WinRAR和基于7-Zip LZMA SDK的HaoZip都提供向导式自解压前端，而7-zip不支持。
- 7-Zip有能力解壓縮錯誤檔名的壓縮檔，必要時，可以重新命名檔案
- 7-Zip支持 Descript.ion风格的文件注释
- 注意：设置所有用户的文件类型关联时，需要管理员权限（右键管理员权限打开）。

## 版本
從4.65版本之後，7-Zip採用了與Ubuntu等一些項目的相同做法。改為使用年份來增加版本號，第一個使用新版本號發行的版本為9.04 Beta。
2010年11月18日後，7-Zip版本號為9.20。
自2015年起，7-Zip再度使用年份作為主版本號。

### 分支
p7zip是移植到POSIX/Unix-like系统的7-Zip软件，可以压缩解压7z格式的文件。常用命令包括7z和7za，通过参数调整压缩解压设置。其支持的系统包括但不限于Linux内核的Debian、Fedora、Gentoo Linux、AltLinux.org，非Linux内核的FreeBSD、Mac OS X、iOS（越狱后可安装）、BeOS、FreeDOS、AmigaOS等。
但由于该项目從2016年以來已无继续维护达4~5年时间，因此2021年3月7-zip的原作者使用最新代码发行了官方的Linux版作为代替，提供了x64、x86、arm64、armhf四个硬件平台版本。

## 安全问题
在7-Zip 16.03之前的版本中，自解压档案容易通过DLL劫持遭受任意代码执行攻击：如果UXTheme.dll与可执行文件位于同一文件夹中，它们会加载并运行该DLL。
18.05之前的7-Zip版本在从RAR档案提取文件的模块中包含一个任意代码执行漏洞 (CVE-2018-10115)，该漏洞已于2018年4月30日修复
。
23.0之前的版本还包含一个任意代码执行漏洞，已于2023年5月7日修复。一年后，在 24.07之前的版本中发现了一个严重的远程代码执行漏洞（CVE-2024-11477），该漏洞于2024年11月20日修复。
24.09之前版本在处理带有MotW安全标记的压缩文件时，解压后的文件不会保留MotW标记，攻击者可绕过这个安全检查执行任意代码（CVE-2025-0411）。该漏洞已在2025年1月24日修复。

## 外部連結
- 官方网站 （英文）